# Arianna Fernández
Pour les articles homonymes, voir Fernández.
Arianna Fernández Coronado (née le 26 janvier 2004 à Lima) est une actrice et chanteuse péruvienne, également connue sous son nom de scène Arianna.

## Biographie
Issue d'une famille de musiciens, elle est la fille du compositeur et musicien péruvien Juan Carlos Fernández, claviériste du groupe rock-pop Rio, et de Fabiola Coronado. Dès son plus jeune âge, avec le soutien de son père, elle commence à suivre des ateliers de comédie musicale à la Preludio Asociación Cultural, dirigée par Denisse Dibós.
En 2018, elle débute officiellement sa carrière artistique à quatorze ans, en interprétant sa première chanson El deseo que pedí pour la série De vuelta al barrio et sous la composition de son père Juan Carlos Fernández. L'année suivante, Fernández fait partie du casting principal de la telenovela Señores papis, dans le rôle de Natalia Pereyra, la fille aînée de l'un des protagonistes.
De plus, elle interprète la version de Fantasy du groupe de rock Autocontrol, qui est le thème principal de la publicité Beto y Elena sur la chaîne de télévision locale América Televisión.
Fernández collabore à la bande originale de la série télévisée Chapa tu combi en 2019 et sort la chanson Pensando en ti, écrite par son père et le chanteur Deyvis Orosco.
En 2020, elle prend comme nom de scène simplement son prénom et sort son quatrième single Mil Abrazos. De plus, elle interprète Vengo, chanson de la bande originale du feuilleton péruvien Mi vida sin ti et reçoit la collaboration du chanteur Fabrizio Solari développant le projet en duo Sin Palabras. Parallèlement, elle joue dans la pièce Sueño lucido dans le rôle de Sofía qu'elle partage avec le mannequin péruvien Pía Requejo.
Fernández participe à la websérie péruvienne Atrapados: Divorcio en cuarentena et forme ensuite le groupe musical Canella avec Brando Gallesi, Mariagracia Mora et Ray del Castillo en 2021, interprétant des versions de certaines chansons de musique créole. Quelque temps plus tard, elle endosse le rôle principal de la série comique Maricucha en 2022 avec son personnage de Julietta Rossi, la fille de l'antagoniste Raymundo Rossi, personnage interprété par l'acteur Paul Martin.
Après la fin de Maricucha en mai 2023, Fernández est annoncée comme faisant partie du casting du film musical Locos de amor: Mi primer amor dans le rôle de Milagritos dont la première est prévue en 2024. En outre, elle assume le rôle principal dans la comédie musicale Chaplin dans le rôle de Hedda Hopper et collabore à la bande originale de la série télévisée Al fondo hay sitio, en sortant la chanson No soporto.